# 美生川
美生川（びせいがわ）は、北海道十勝総合振興局管内を流れる十勝川水系の一級河川である。
旧名はピパイロ川であるが、現在はピパイロ岳から源を発する支流に名残を留める。由来となった美生（ピパイロ）とはアイヌ語で「沼貝（カワシンジュガイ）の多い所」を意味する。
美生ダムより上流域は日高山脈襟裳十勝国立公園に指定されている。

## 地理
北海道河西郡芽室町南西に位置する日高山脈の芽室岳付近に源を発し南に流れる。美生ダムを経て十勝平野を北東へ流れ、帯広市の西の河西郡芽室町で本流の十勝川に合流する。

## 歴史
2016年8月には、流域内の集中豪雨（平成26年8月豪雨）により芽室町上美生地区の堤防が決壊。翌2017年9月にも復旧途中の箇所が集中豪雨（平成29年台風第18号）により再び決壊する被害が出た。

## 流域の自治体
北海道
河西郡芽室町

## 支流
- ピパイロ川
- ニタナイ川
- 八の沢川
- 奥の沢川

## 主な橋梁
- 清流橋
- 西伏見橋
- 上美生橋 - 北海道道55号清水大樹線
- 嵐山橋 – 十三号
- 中美生橋 - 五号
- 美生大橋 - 南六線
- 新生橋 - 北海道道62号豊頃糠内芽室線
- 美生川橋梁 - JR根室本線
- 大成橋 – 北海道道715号芽室東四条帯広線
- 美生橋- 国道38号